# Алесси, Джузеппе
Джузеппе Алесси (итал. Giuseppe Alessi, 29 октября 1905, Сан-Катальдо — 13 июля 2009, Палермо) — итальянский политик, член Христианско-демократической партии Италии. Он также был первым президентом регионального совета Сицилии, который возглавлял с 1947 по 1949 год, а затем ещё раз с 1955 по 1956.

## Биография
Алесси родился в Сан-Катальдо в провинции Кальтаниссетта. Он стал одним из основателей Христианско-демократической партии на острове, и был избран первым президентом регионального правительства Сицилии, которое возглавлял дважды. Алесси был одним из членов реформаторского крыла этой же партии. С 1968 по 1972 год Алесси был членом Палаты депутатов Италии.
За годы своей политической карьеры он был активным защитником интересов буржуазных демократов на острове, выступая против коммунистов и внедрения мафии в государственные ветви власти.
Джузеппе Алесси скончался в возрасте 103 лет в Палермо летом 2009 года.